# Centaurea moncktonii
Centaurea moncktonii là một loài thực vật có hoa trong họ Cúc. Loài này được C.E. Britton mô tả khoa học đầu tiên năm 1921.